# Francesc Santacana i Campmany
Francesc Santacana i Campmany (Igualada, Anoia, 1810 — Martorell, Baix Llobregat, 1896) fou un hisendat, artista i arqueòleg precursor català.
Fill de Jaume Santacana, batlle i president de la junta de defensa durant l'ocupació de Martorell pels francesos el 1810, fou deixeble del pintor Claudi Lorenzale, però la seva obra fou escassa. El 1876 fundà el museu L'enrajolada, Casa museu Santacana arreplegant runa procedent de palauets, cases i convents enderrocats, aquest últims a causa de la desamortització del 1835. El seu net Francesc Santacana i Romeu continuà i amplià la seva obra museística.